# Zadnia Niewcyrska Turnia
Zadnia Niewcyrska Turnia (niem. Obere Terianskoscharte, słow. Zadná nefcerská veža, węg. Hátsó-Nefcer-torony) – jedna z wielu turni w Grani Hrubego w słowackiej części Tatr Wysokich. Jest położona między Teriańską Przełęczą Wyżnią na południowym wschodzie, oddzielającą ją od Zadniej Teriańskiej Turni, a Zadnią Niewcyrską Szczerbiną na północnym zachodzie, która oddziela ją od Pośredniej Niewcyrskiej Turni. Ma dwa wierzchołki oddzielone płytko wciętą przełączką. Nieco wyższy jest północno-zachodni. Na północną stronę, do Wielkiego Ogrodu w Dolinie Hlińskiej opada urwistą ścianą o wysokości około 300 m. Na południowy zachód, do Niewcyrki opada równie stromą ścianą, ale trzy razy niższą. Ściana ta przecięta jest rynną opadającą z międzywierzchołkowej przełączki prosto na dół. 
Zadnia Niewcyrska Turnia jest drugą turnią w grani od strony Hrubego Wierchu, jedną z trzech Niewcyrskich Turni – pozostałe to Pośrednia Niewcyrska Turnia i Skrajna Niewcyrska Turnia, położone dalej na północny zachód. Ich nazwy pochodzą od Niewcyrki, położonej u ich południowych ścian. Nazwy turni utworzył Witold Henryk Paryski w 8. tomie przewodnika wspinaczkowego.

## Taternictwo
Pierwszego wejścia na szczyt dokonali Paweł Bester, Walery Goetel i Mieczysław Świerz z jeszcze jednym towarzyszem 28 lipca 1908 r.. Obecnie dla taterników turnia dostępna jest tylko z grani lub od strony północnej (Niewcyrka jest obszarem ochrony ścisłej z zakazem wstępu).
Drogi wspinaczkowe
1. Południowo-zachodnią rynną; miejsca II w skali tatrzańskiej, czas przejścia 30 min
2. Zejście do Niewcyrki; II, 30 min
3. Północną ścianą; IV, 3 godz.[4]

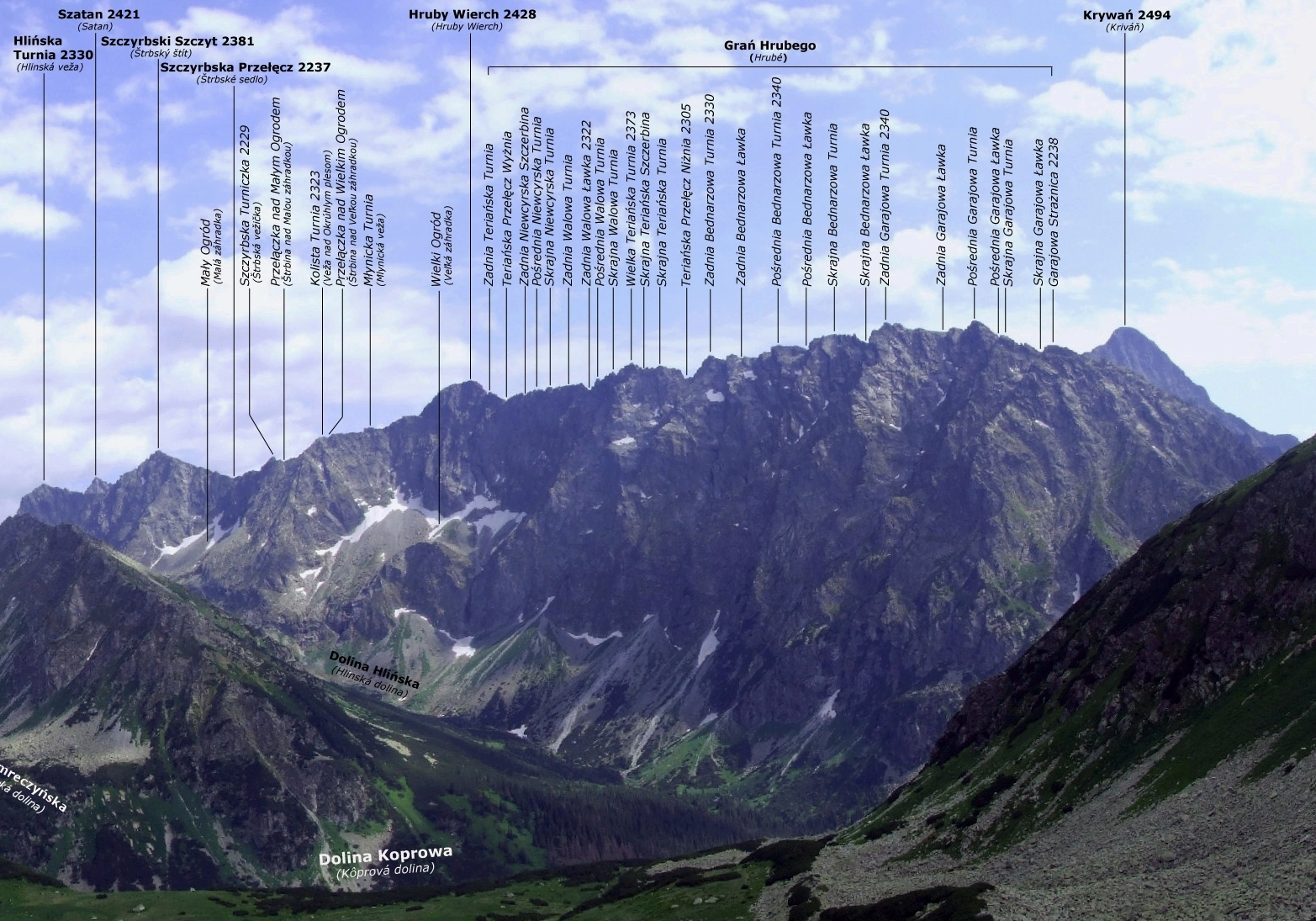
Widok z Zaworów
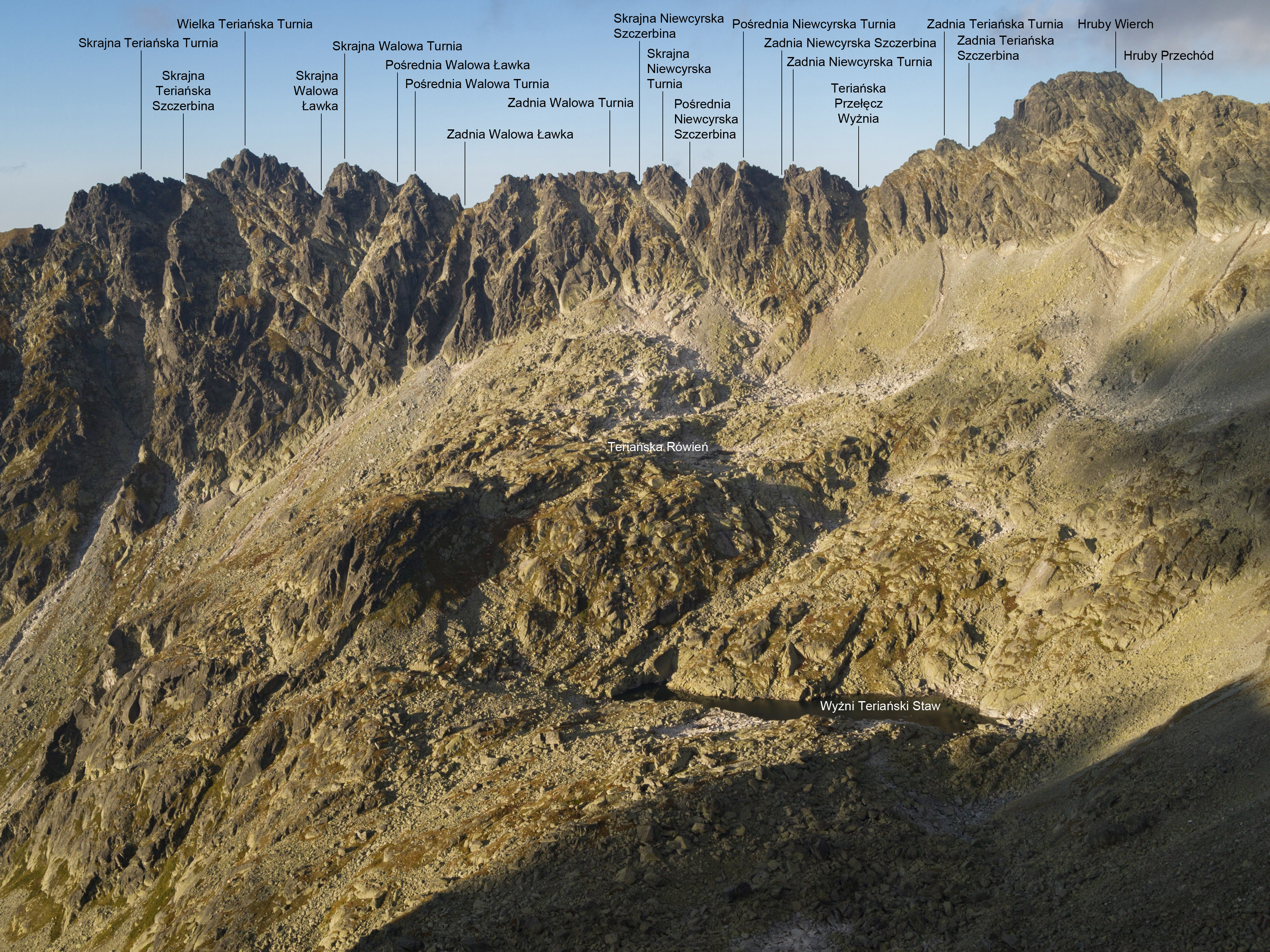
Widok z południowego wschodu
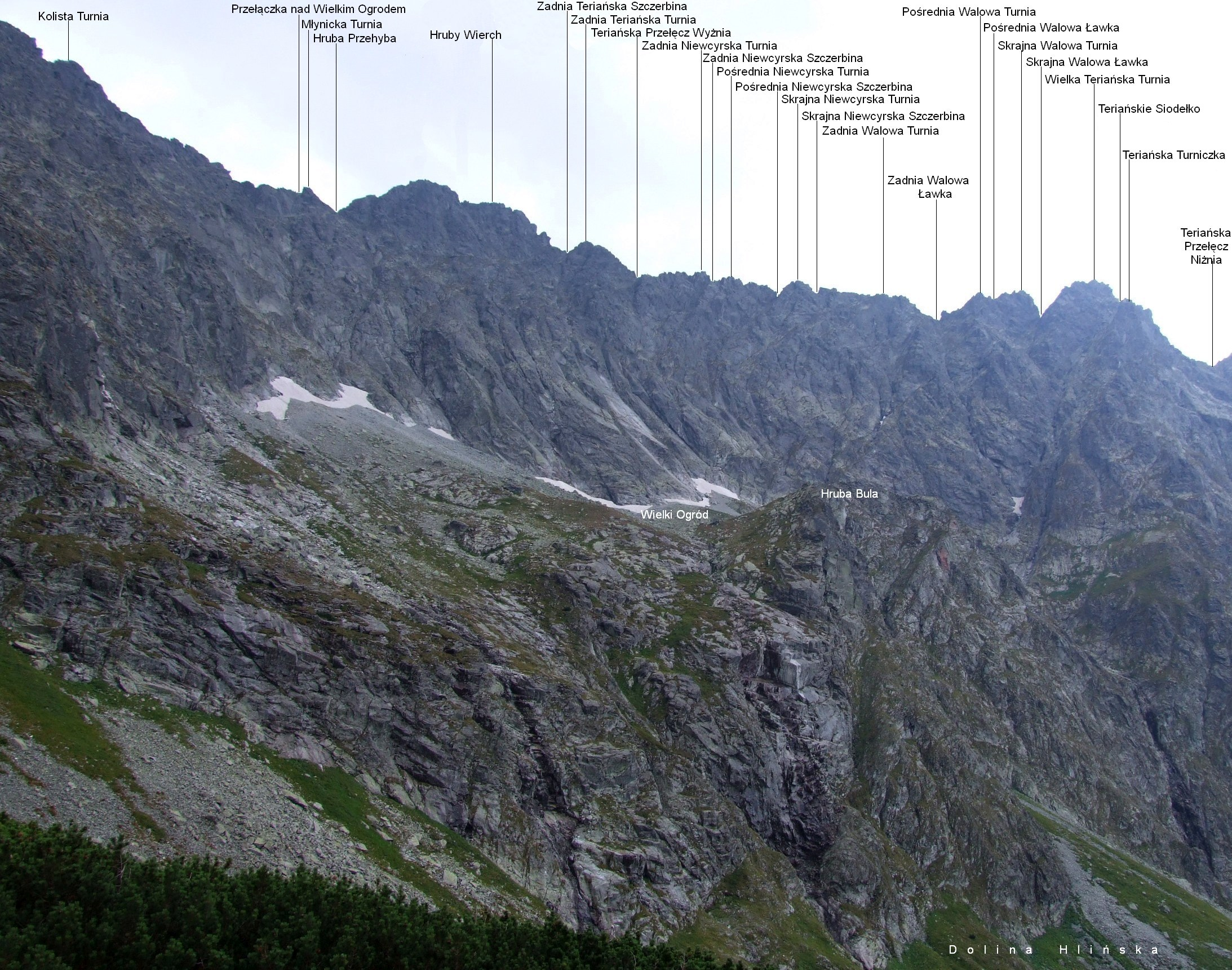
Widok z Doliny Hlińskiej